# Fundătura (Arsura), Vaslui
Fundătura este un sat în comuna Arsura din județul Vaslui, Moldova, România. Se află în partea de nord-est a județului. La recensământul din 2002 avea o populație de 532 locuitori.